# Elaphidion costipenne
Elaphidion costipenne är en skalbaggsart som beskrevs av Fisher 1932. Elaphidion costipenne ingår i släktet Elaphidion och familjen långhorningar.
Artens utbredningsområde är Haiti. Inga underarter finns listade i Catalogue of Life.